# Регионална лига Републике Српске у фудбалу — Југ 2010/11.
Регионална лига Републике Српске у фудбалу — Југ 2010/11. је трећестепено фудбалско такмичење у организацији Фудбалског савеза Републике Српске. У овој сезони у лиги је учествовало 6 клубова у 15 кола. Такмичење је почело у августу 2010, а завршило у јуну 2011.
Прво мјесто је освојила екипа Стакорине из Чајнича, која се пласирала у Другу лигу Српске — Исток 2011/12, док је из лиге испала екипа Калиновика из Калиновика, која се након првог кола повукла из такмичења. Из лиге је прије почетка сезоне иступила и екипа Касиндола.

## Коначна табела
| Плас. | Тим                | ИГ | Д | Н | ИЗ | ГД | ГП | ГР  | Бод | Квалификације                               |
| ----- | ------------------ | -- | - | - | -- | -- | -- | --- | --- | ------------------------------------------- |
| 1.    | Стакорина, Чајниче | 12 | 7 | 3 | 2  | 36 | 11 | +25 | 24  | Прешао у Другу лигу Српске — Исток 2011/12. |
| 2.    | Вележ, Невесиње    | 12 | 7 | 3 | 2  | 23 | 9  | +14 | 24  |                                             |
| 3.    | Рудо               | 12 | 6 | 3 | 3  | 22 | 10 | +12 | 21  |                                             |
| 4.    | Херцеговац, Билећа | 12 | 2 | 4 | 6  | 9  | 19 | -10 | 10  |                                             |
| 5.    | Хан Пијесак        | 12 | 1 | 1 | 10 | 9  | 50 | -41 | 4   |                                             |
| 6.    | Калиновик          | 0  | 0 | 0 | 0  | 0  | 0  |     | 0   |                                             |

ИГ = Играо утакмица; Д = Добио; Н = Нерјешено; ИЗ = Изгубио; ГД = Голова дао; ГП = Голова примио; ГР = Гол-разлика ; Бод = Бодови
| Првак Регионалне лиге Републике Српске — Југ 2010/11. |
| ----------------------------------------------------- |
| ФК Стакорина 1. титула                                |